# Artistry in Rhythm
Artistry in Rhythm è un album discografico a nome Stan Kenton and His Orchestra, pubblicato dalla casa discografica Capitol Records nel 1950.
Nel 1946 era stato pubblicato dalla Capitol Records (BD-39) con lo stesso titolo una confezione di 4 dischi in formato da 78 giri, mentre la ristampa dell'album (1955) sempre a cura della Capitol Records (T-167) conteneva dodici brani.

## Tracce

### LP (H-167)
Lato A
1. Come Back to Sorrento – 3:07 (musica: Ernesto De Curtis) – Registrato il 4 giugno 1946 al Radio Recorders di Hollywood, California
2. Fantasy – 2:46 (musica: Stan Kenton) – Registrato il 26 luglio 1946 al Radio Recorders di Hollywood, California
3. Opus in Pastels – 2:45 (musica: Stan Kenton) – Registrato il 2 agosto 1946 al Radio Recorders di Hollywood, California
4. Artistry in Percussion – 3:09 (musica: Pete Rugolo) – Registrato il 12 luglio 1946 al Radio Recorders di Hollywood, California

Lato B
1. Ain't No Misery in Me – 2:59 (musica: Gene Roland) – Registrato il 12 luglio 1946 al Radio Recorders di Hollywood, California
2. Safranski (Artistry in Bass) – 3:09 (musica: Pete Rugolo) – Registrato il 12 luglio 1946 al Radio Recorders di Hollywood, California
3. Willow Weep for Me – 3:14 (musica: Ann Ronell) – Registrato il 25 luglio 1946 al Radio Recorders di Hollywood, California
4. Artistry in Bolero – 3:00 (musica: Pete Rugolo) – Registrato il 12 luglio 1946 al Radio Recorders di Hollywood, California

## Tracce

### LP (T-167)
Lato A
1. Come Back to Sorrento – 3:07 (musica: Ernesto De Curtis)
2. Just A-Sittin' and A-Rockin' – 2:46 (Duke Ellington, Lee Gaines, Billy Strayhorn) – Registrato il 30 Ottobre 1945 al Radio Recorders di Hollywood, California
3. Fantasy – 2:46 (musica: Stan Kenton)
4. Opus in Pastels – 2:45 (musica: Stan Kenton)
5. Soothe Me – 3:08 (musica: Joe Greene) – Registrato il 24 Settembre 1947 al Radio Recorders di Hollywood, California
6. Cocktails for Two – 2:59 (musica: Arthur Johnston, Sam Coslow) – Registrato il 19 Luglio 1946 al Radio Recorders di Hollywood, California

Lato B
1. Artistry in Bolero – 3:00 (musica: Pete Rugolo)
2. Ain't No Misery in Me – 2:59 (musica: Gene Roland)
3. Safranski (Artistry in Bass) – 3:09 (musica: Pete Rugolo)
4. Santa Lucia – 3:14 (musica: Teodoro Cottrau) – Registrato il 14 Settembre 1950 al Capitol Studios di Hollywood, California
5. Willow Weep for Me – 3:14 (musica: Ann Ronell)
6. Artistry in Percussion – 3:09 (musica: Pete Rugolo)

## Musicisti
Come Back to Sorrento
- Stan Kenton – piano, conduttore orchestra
- Pete Rugolo – arrangiamenti
- Buddy Childers – tromba
- Ray Wetzel – tromba
- Chico Alvarez – tromba
- John Anderson – tromba
- Ken Hanna – tromba
- Kai Winding – trombone
- Miff Sines – trombone
- Milt Kabak – trombone
- Bart Varsalona – trombone basso
- Al Anthony – sassofono alto
- Boots Mussulli – sassofono alto
- Vido Musso – sassofono tenore
- Bob Cooper – sassofono tenore
- Bob Gioga – sassofono baritono
- Bob Ahern – chitarra
- Eddie Safranski – contrabbasso
- Shelly Manne – batteria

Fantasy
- Stan Kenton – piano, conduttore orchestra
- Pete Rugolo – arrangiamenti
- Buddy Childers – tromba
- Ray Wetzel – tromba
- Chico Alvarez – tromba
- John Anderson – tromba
- Ken Hanna – tromba
- Kai Winding – trombone
- Harry Forbes – trombone
- Miff Sines – trombone
- Bart Varsalona – trombone basso
- Al Anthony – sassofono alto
- Boots Mussulli – sassofono alto
- Vido Musso – sassofono tenore
- Bob Cooper – sassofono tenore
- Bob Gioga – sassofono baritono
- Bob Ahern – chitarra
- Eddie Safranski – contrabbasso
- Shelly Manne – batteria

Opus in Pastels
- Stan Kenton – piano, conduttore orchestra, arrangiamenti
- Buddy Childers – tromba
- Ray Wetzel – tromba
- Chico Alvarez – tromba
- John Anderson – tromba
- Ken Hanna – tromba
- Kai Winding – trombone
- Harry Forbes – trombone
- Miff Sines – trombone
- Bart Varsalona – trombone basso
- Al Anthony – sassofono alto
- Boots Mussulli – sassofono alto
- Vido Musso – sassofono tenore
- Bob Cooper – sassofono tenore
- Bob Gioga – sassofono baritono
- Bob Ahern – chitarra
- Eddie Safranski – contrabbasso
- Shelly Manne – batteria

Artistry in Percussion / Artistry in Bolero / Ain't No Misery in Me / Safranski (Artistry in Bass)
- Stan Kenton – piano, conduttore orchestra
- June Christy – voce (brano: Ain't No Misery in Me)
- Gene Roland – arrangiamenti (brano: Ain't No Misery in Me)
- Pete Rugolo – arrangiamenti (brano: Artistry in Percussion, Artistry in Bolero e Safranski (Artistry in Bass))
- Buddy Childers – tromba
- Ray Wetzel – tromba
- Chico Alvarez – tromba
- John Anderson – tromba
- Ken Hanna – tromba
- Kai Winding – trombone
- Miff Sines – trombone
- Milt Kabak – trombone
- Bart Varsalona – trombone basso
- Al Anthony – sassofono alto
- Boots Mussulli – sassofono alto
- Vido Musso – sassofono tenore
- Bob Cooper – sassofono tenore
- Bob Gioga – sassofono baritono
- Bob Ahern – chitarra
- Eddie Safranski – contrabbasso
- Shelly Manne – batteria

Willow Weep for Me
- Stan Kenton – piano, conduttore orchestra
- June Christy – voce
- Pete Rugolo – arrangiamenti
- Buddy Childers – tromba
- Ray Wetzel – tromba
- Chico Alvarez – tromba
- John Anderson – tromba
- Ken Hanna – tromba
- Kai Winding – trombone
- Harry Forbes – trombone
- Miff Sines – trombone
- Bart Varsalona – trombone basso
- Al Anthony – sassofono alto
- Boots Mussulli – sassofono alto
- Vido Musso – sassofono tenore
- Bob Cooper – sassofono tenore
- Bob Gioga – sassofono baritono
- Bob Ahern – chitarra
- Eddie Safranski – contrabbasso
- Shelly Manne – batteria

Just A-Sittin' and A-Rockin'
- Stan Kenton – piano, conduttore orchestra
- June Christy – voce
- Gene Roland – arrangiamenti
- Buddy Childers – tromba
- Ray Wetzel – tromba
- Chico Alvarez – tromba
- John Anderson – tromba
- Russ Burgher – tromba
- Bob Lymperis – tromba
- Freddie Zito – trombone
- Jimmy Simms – trombone
- Milt Kabak – trombone
- Bart Varsalona – trombone basso
- Al Anthony – sassofono alto, clarinetto
- Boots Mussulli – sassofono alto, clarinetto
- Vido Musso – sassofono tenore, clarinetto
- Bob Cooper – sassofono tenore, clarinetto
- Bob Gioga – sassofono baritono, clarinetto
- Bob Ahern – chitarra
- Eddie Safranski – contrabbasso
- Ralph Collier – batteria[1]

Soothe Me
- Stan Kenton – piano, conduttore orchestra
- June Christy – voce
- Pete Rugolo – arrangiamenti
- Buddy Childers – tromba
- Ray Wetzel – tromba
- Al Porcino – tromba
- Chico Alvarez – tromba
- Ken Hanna – tromba
- Milt Bernhart – trombone
- Eddie Bert – trombone
- Harry Betts – trombone
- Harry Forbes – trombone
- Bart Varsalona – trombone basso
- George Weidler – sassofono alto
- Frank Pappalardo – sassofono alto
- Bob Cooper – sassofono tenore
- Warner Weidler – sassofono tenore
- Bob Gioga – sassofono baritono
- Laurindo Almeida – chitarra
- Eddie Safranski – contrabbasso
- Shelly Manne – batteria
- Jack Costanzo – bongos[2]

Cocktails for Two
- Stan Kenton – piano, conduttore orchestra
- Pete Rugolo – arrangiamenti
- Buddy Childers – tromba
- Ray Wetzel – tromba
- Chico Alvarez – tromba
- John Anderson – tromba
- Ken Hanna – tromba
- Kai Winding – trombone
- Miff Sines – trombone
- Milt Kabak – trombone
- Bart Varsalona – trombone basso
- Al Anthony – sassofono alto
- Boots Mussulli – sassofono alto
- Vido Musso – sassofono tenore
- Bob Cooper – sassofono tenore
- Bob Gioga – sassofono baritono
- Bob Ahern – chitarra
- Eddie Safranski – contrabbasso
- Shelly Manne – batteria[3]

Santa Lucia
- Stan Kenton – piano, conduttore orchestra
- Pete Rugolo – arrangiamenti
- Al Porcino – trombone
- Maynard Ferguson – tromba
- Shorty Rogers – tromba
- John Howell – tromba
- Milt Bernhart – trombone
- Harry Betts – trombone
- Bob Fitzpatrick – trombone
- Eddie Bert – trombone
- Bart Varsalona – trombone basso
- Bud Shank – sassofono alto
- Art Pepper – sassofono alto
- Bob Cooper – sassofono tenore
- Bart Caldarell – sassofono tenore
- Vido Musso – sassofono tenore
- Bob Gioga – sassofono baritono
- Laurindo Almeida – chitarra
- Don Bagley – contrabbasso
- Shelly Manne – batteria
- Miguel Rivera – congas[4]